# Saint-André-en-Barrois
Saint-André-en-Barrois é uma comuna francesa na região administrativa de Grande Leste, no departamento de Meuse. Estende-se por uma área de 9,33 km². Em 2010 a comuna tinha 67 habitantes (densidade: 7,2 hab./km²).